# Fuck You
Fuck You är en låt av den engelska sångerskan Lily Allen från hennes andra album It's Not Me, It's You.